# Грађански рат
Грађански рат, такође познат као интрадржавни рат у полемологији, је оружана борба између класних, националних, политичких или других антагонистичких друштвених група унутар једне државе, за остварење одређених политичких и економских циљева. Јавља се као последица нагомиланих и нерешених социјалних, економских, политичких и других противуречности у друштву.
Разликује се од оружаног устанка, дужим трајањем и бољом организацијом зараћених страна, које располажу својим снагама, командовањем, територијом итд. Може се водити за напредне или назадне циљеве, за промену и обарање старог преживелог система или за његово очување, односно за његов повратак ако је био оборен.
Најчешће, то је био најоштрији облик класне борбе у преломним периодима смене друштвених система. Све велике револуције у историји одвијале су се у форми грађанског рата.
Грађански ратови су се јављали често у историји људског друштва.
У старој Грчкој и Риму вођени су између владајућег и потчињених народа, између владајуће класе и робова (Спартаков устанак), између политичких група унутар једне владајуће класе.
У средњем веку били су чести између феудалаца, и кметова и феудалаца.
Касније их покреће буржоазија против апсолутистичко-феудалног поретка (Француска револуција). У САД је амерички грађански рат у суштини је био борба између два привредна система, између младе индустријске буржоазије Севера и феудализма и ропства Југа.
Империјализам рађа еру пролетерских револуција у којима се преотима власт устанком или грађанским ратом.
После Октобарске револуције, грађански рат у Русији (1918—1920) који је био је рат против реакционарских снага и страних интервената, долази до Кинеске револуције (1924—1936 и 1945-1949)
Грађански рат у Шпанији (1936—1939) водио се између републиканаца и десничарских, фашистичких организација и групација.
Методе ратовања су различите, зависно од времена и услова под којима су се грађански ратови водили. Грађански рат ретко се завршавао компромисом, води се дотле док једна страна не извојује одлучну победу и успостави своју власт. Свим средствима (оружаним и политичким) води се борба за придобијање становништва, укључујући ту, често, и борбу за наклоност оружаних снага, за освајањем или задржавањем стратегијских важних положаја, економских и саобраћајних центара. У први мах од велике важности била је успешна примена тактике уличних борби, успостављање властитих и кидање противничких веза, пресецање комуникација, умешно коришћење дезинформација. Ако се не постигне брзо решење и борба се отегне наступа. Обично, плима и осека расположења становништва према зараћеним странама, а повећавају се и могућности за евентуалну интервенцију споља.
Грађански ратови одликују се оштрином и безобзирношћу у погледу средстава и начина борбе.. Ни унутрашње (државно) ни међународно ратно право нису се, све до новијег времена бавили питањем заштите извесних хуманих начела у грађанском рату, а стварна ратна пракса у разно доба и у разним земљама, била је врло разнолика. Ратни обичаји били су мање поштовани у овим него међународним ратовима. Тек почетком 20. века учињен је покушај стварања чврсте правне заштите бораца у грађанском рату. У уводном делу Хашких конвенција, учињен је покушај да се самовоља у поступку према противнику у грађанском рату ограничи обавезним поштовањем «начела јавне свести и савести». Та одредба могла је имати само извесно морално дејство јер је била непрецизна. У Женевску конвенцију из 1949. унета је „Мала конвенција“, по којој је и у грађанском рату забрањено вршити насиље над оружаним противником, убијати или мучити затворенике, узимати талаце, изрицати и извршавати казне без претходног суђења, не прихваћати и не лечити заробљенике, и чинити друге нехумане поступке.

## Формална класификација
Џејмс Фирон, научник при Станфордском универзитету који изучава грађанске ратове, дефинише грађански рат као „насилни конфликт унутар једне земље у којој се боре организоване групе које имају за циљ да преузму власт у центру или региону или да промене владину политику”. Ан Хиронака даље специфицира да је једна страна грађанског рата држава. Интензитет са којим цивилни поремећај постаје грађански рат је споран међу академицима. Неки политички научници дефинишу грађански рат као сукоб који има има више од 1000 жртава, док други додатно наводе да бар 100 море доћи са сваке стране. Корелације ратова, скуп података који је у широкој употреби међу научницима који изучавају конфликте, класификује као грађанске ратове конфликте са више од 1000 жртава годишње узрокованих ратом. Та стопа је мали део милиона погинулих у Другом суданском грађанском рату и грађанском рату у Камбоџи, на пример, али се њоме искључује више конфликата који су попримили велики публицитет, као што су Северноирски сукоб Северне Ирске и борба Афричког националног конгреса у ери апартхејда Јужне Африке.
На бази критерија 1000-жртава-годишње, вођена су 213 грађанска рата од 1816 до 1997, 104 од којих се одвило од 1944 до 1997. Ако се користи блажи критеријум од 1000 укупних жртава, било је преко 90 грађанских ратова између 1945 и 2007, са 20 грађанских ратова у току 2007. године.
Женевске конвенције специфично не дефинишу термин „грађански рат”, већ су у њима су описане одговорности странака у „оружаном сукобу који није међународног карактера”. Тиме су обухваћени грађански ратови; иако специфична дефиниција грађанског рата није дата у тексту конвенција. Међународни одбор Црвеног крста (ICRC) настојао је да пружи нека појашњења кроз своје коментаре о Женевским конвенцијама, истичући да су конвенције „тако опште, тако неодређене, да многе делегације сматрају да би оне могле да обухватају било који чин почињен оружаним силама”. Сходно томе, тумачења пружају различите услове од којих би зависила примена Женевске конвенције, мада је исто тако наглашено да се та тумачења не требају прихватити као ригидни услови. Услови наведени од стране ICRC у свом тумачењу су следећи:
1. Да странка која је у револуцији против де јуре владе поседује организовану војну силу, орган који је одговоран за своја дела, делујући на одређеној територији и има средства поштовања и обезбеђивања поштовања конвенције.
2. Да је правна влада обавезна да користи редовне војне снаге против побуњеника организованих као војска и који су у поседу дела националне територије.
3. (а) Да је де јуре влада препознала побуњенике као зараћену страну; или

(б) Да је за себе затражила права зараћене стране; или
(в) Да је признала побуњенике као зараћену страну само у сврхе ове конвенције; или
(г) Да је спор стављен на дневни ред Савета безбедности или Генералне скупштине Уједињених нација као претња међународном миру, кршење мира или агресивно дело.
1. (а) Да побуњеници имају организацију која тврди да има карактеристике државе.

(б) Да побуњенички цивилни ауторитет врши де факто надлежност владе над становништвом унутар одређеног дела националног подручја.
(в) Да оружане снаге делују под руководством организованог ауторитета и да су спремне да поштују устаљене ратне законе.
(г) Да се побуњенички грађански ауторитет сложи да буде обавезан одредбама конвенције.

## Узроци и врсте грађанских ратова
О узроцима грађанских ратова, као и узроцима рата генерално, постоје различите теорије, на које највећи утицај имају различите идеологије. Од њих је најпознатији пример марксизама и његова теорија рата која грађанске ратове схвата као крајњи израз класне борбе, која представља карактеристику сваког класног друштва.
Иако се, уопштено говорећи, може рећи да грађански ратови имају исте узроке као и сви ратови, може се приметити како се они релативно ретко имају експлицитно економске мотиве, док се далеко лакше могу препознати политички узроци - борба за власт - и идеолошки, који су свој најранији облик имали у верским ратовима вођеним унутар једне те исте државе.
Грађански ратови су током историје најчешће имали следеће облике:
1. династијски сукоби, односно сукоби између различитих племићких породица или чланова једне те исте племићке породице око престола у монархијама; ово је најстарији и најчешћи облик грађанског рата, који је с поступним нестанком монархија готово у потпуности ишчезао из данашњег света;
2. верски ратови, који су последица настојања да се становништву неке државе наметне или забрани нека вероисповјест; класичан примјер су хугенотски ратови у Француској 16. века;
3. идеолошки ратови, узроковани непомирљивим идеолошким супротностима између разних друштвених група унутар једне државе или друштва; најчешће настају као последица успешне револуције или неуспелог државног удара; карактеристични су за 19. и 20. век, а најпознатији пример је Руски грађански рат;[23][24]
4. сецесионистички, односно сепаратистички ратови, који настају као последица настојања да се поједини део државе насилно отцепи од матичне државе; потицај им је дала идеологија национализма и иредентизма у 19. веку, односно постојање више-етничких држава у савременом свету; класични пример је Нигеријски грађански рат 1967-1970.

Ваља узети у обзир да постоје грађански ратови које је тешко класификовати у односу на горенаведене облике, као и да поједини грађански ратови имају особине свих горенаведених ратова. Тако су Карлистички ратови у Шпанији били и династијски и идеолошки сукоб, Мађарска револуција 1848-49. је била и сецесионистички и идеолошки рат, а Швајцарски грађански рат 1847. је био и верски и идеолошки и сецесионистички рат.
Такође треба узети у обзир да грађански ратови често у већој или мањој мери постају део ширег, међудржавног сукоба, односно њиме знају бити подстакнути. Класични пример је Други светски рат на просторима бивше Југославије 1941-45.
Према једној студији о истраживању грађанског рата из 2017. године, постоје три проминентна објашњења за грађански рат: објашњења заснована на похлепи која се усредсређују на жељу појединаца да максимизују свој профит, објашњења заснована на жалби која се усредсређују на конфликт као одговор на социоекономску или политичку неправду, и објашњења заснована на приликама која се базирају на факторима који олакшавају укључивање у насилну мобилизацију. Према том истраживању, најутицајније објашњење за почетак грађанског рата је објашњење засновано на приликама.

### Похлепа
Научници који истражују узроке грађанског рата подржавају две узајамно оспоравајуће теорије, што се сумира као похлепа насупрот притужби. Грубо речено: конфликти су узроковани тиме ко су људи, било да је то дефинисано у смислу етничке припадности, религије или друге друштвене припадности, или да ли су конфликти почели зато што је у економском најбољем интересу појединаца и група да их започну? Студијска анализа подржава закључак да су економски и структурни фактори важнији од идентитета у предвиђању појаве грађанског рата.
Свеобухватну студију о грађанском рату је спровео тим Светске банке у раном 21. веку. Оквир студије, који се назива модел Колијер-Хофлера, испитивао је 78 петогодишњих прираштаја када се грађански рат догодио од 1960. до 1999. године, као и 1.167 петогодишњих прираштаја „без грађанског рата” ради поређења, и подаци су подвргнути регресионој анализи да би се одредили ефекти различитих фактора. Фактори за које је показано да имају статистички значајан утицај на шансе да се грађански рат догоди у било ком датом петогодишњем периоду били су:
Висок удео примарних роба у националним експортима знатно повећава ризик од конфликта. Земља у „највећој опасности”, са робама које сачињавају 32% бруто домаћег производа, има 22% ризика од пада у грађански рат у датом петогодишњем раздобљу, док земља без примарног робног извоза има 1% ризика. Када су разврстани, само су нафта и ненафтне групе показале су различите резултате: земља са релативно ниским нивоима зависности од извоза нафте је у нешто мањем ризику, док висок ниво зависности од нафте у извозу даје нешто више ризик од грађанског рата него национална зависност од друге примарне робе. Аутори студије то тумаче као резултат лакоће којом се примарна роба може изнуђивати или запленити у поређењу са другим облицима богатства. На пример, лако је заузети и контролисати производњу рудника злата или нафтног поља у поређењу са сектором производње одеће или угоститељским услугама.
Други извор финансија је национална дијаспора која може да финансира побуне и побуњенике из иностранства. Студија је открила да статистичка замена величине дијаспоре земље од најмање у студији до највеће доводи до шестоструког повећања шанси за избијање грађанског рата.
Виши упис мушкараца у средње образовање, приход по глави становника и стопа економског раста су сви имали значајне ефекте на смањење шанси грађанског рата. Конкретно, упис мушкараца у средње школе 10% изнад просека смањио је шансе од конфликта за око 3%, док је стопа раста 1% већа од просека студије резултирала смањењем шанси грађанског рата од око 1%. Студија је интерпретирала ова три фактора као индикаторе губитка зараде због побуњивања, и да стога мали губици на зарадама поспешују побуне. Изражено на други начин: млади мушкарци (који чине велику већину бораца у грађанским ратовима) мање су склони да се придруже побуни ако добију образовање или имају угодну плату, и разумно могу да претпоставе да ће просперирати у будућности.
Низак приход по глави становника је предложен као узрок за незадовољство, које подстиче оружану побуну. Међутим, да би ово било истинито, очекивало би се да економска неједнакост исто тако представља значајан фактор у побунама, што није случај. Стога је студија закључила да економски модел опортунитетног трошка боље објашњава налазе.

### Преглед чланка о истраживањима грађанског рата
- Cederman, Lars-Erik; Vogt, Manuel (2017). „Dynamics and Logics of Civil War”. Journal of Conflict Resolution. 61 (9): 1992—2016. doi:10.1177/0022002717721385.
- Blattman, Christopher; Miguel, Edward (2010). „Civil War.”. Journal of Economic Literature. 48 (1): 3—57. doi:10.1257/jel.48.1.3.
- Kalyvas Stathis N. 2007. “Civil Wars.” In The Oxford Handbook of Comparative Politics, edited by Boix Carles, Stokes Susan C., 416-34. Oxford, UK: Oxford University Press.
- Sambanis, Nicholas (2002). „A Review of Recent Advances and Future Directions in the Quantitative Literature on Civil War.”. Defence and Peace Economics. 13 (3): 215—43. doi:10.1080/10242690210976.